# Eduardo Dualde
Eduardo Dualde Santos de Lamadrid (* 1. Dezember 1933 in Barcelona; † 12. Juni 1989 in Tortosa) war ein spanischer Hockeyspieler. Er gewann 1960 mit der spanischen Nationalmannschaft die olympische Bronzemedaille.

## Karriere
Die Mittelmeerspiele 1955 fanden in Barcelona statt. Die spanische Mannschaft gewann das Turnier vor der Mannschaft aus Ägypten. Bei den Olympischen Spielen 1960 in Rom gewann die spanische Mannschaft ihre Vorrundengruppe mit zwei Siegen und einem Unentschieden gegen die Briten. Nach einem Sieg im Viertelfinale gegen die Neuseeländer und einer Halbfinalniederlage gegen die Mannschaft Pakistans trafen die Spanier im Spiel um den dritten Platz erneut auf die Briten und gewannen mit 2:1. Die beiden Tore im Spiel um Bronze erzielten die Brüder Joaquín Dualde und Eduardo Dualde.
Vier Jahre später bei den Olympischen Spielen 1964 in Tokio erreichten die Spanier in der Vorrunde den zweiten Platz hinter der indischen Mannschaft. Wie vier Jahre zuvor unterlagen die Spanier im Halbfinale der Mannschaft Pakistans. Im Spiel um den dritten Platz verloren sie gegen die Australier mit 2:3.
Eduardo Dualde und sein Bruder Joaquín spielten für den Real Club de Polo de Barcelona, mit dem sie 1958 und 1959 spanischer Meister wurden. Eduardo Dualde starb 1989 bei einem Verkehrsunfall.